# Wind in de wilgen

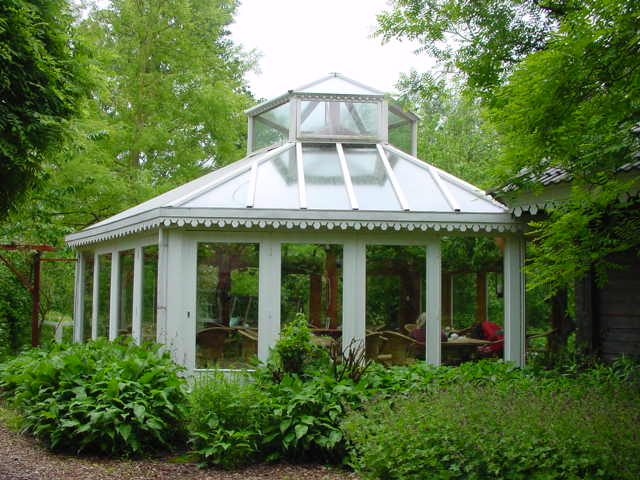

Wind in de wilgen (Vítr ve vrbách) je kavárna a čajovna spojená s botanickou zahradou v nizozemském Lelystadu. Název je odvozen od dětské knihy Wind in de wilgen (Vítr ve vrbách) skotského spisovatele Kennetha Grahama.

## Umístění a vybavení
Zahrada se nachází na ulici Bronsweg 25, v Lelystadu, 100 m od lesa. Hostům je k dispozici je dřevěná čajovna se zimní zahradou. Šestihranná budova také slouží jako skleník, kde rostou hrozny a meruňky. V čajovně jsou terasy a ovocný sad. Za budovou je botanická zahrada. Je to jediná čajová zahrada v jižní části Flevoland.

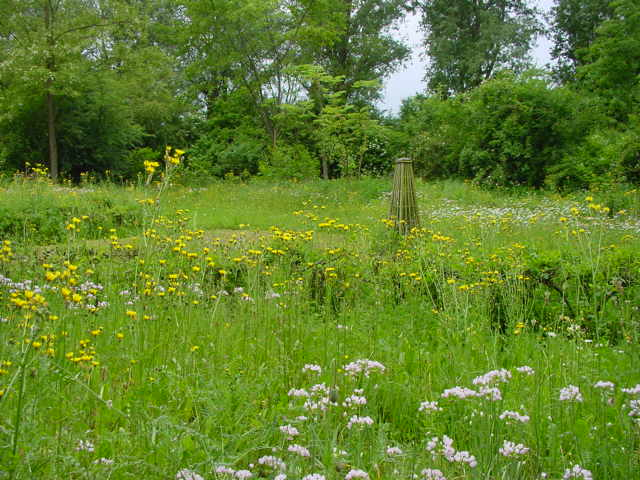

## Památky
Brána u vstupu je navržena s motivem pavučiny. Zahrada je upravená botanická zahrada 1,1 akru velká s mnoha planě rostoucími rostlinami. V zahradě je několik fontán a vodních prvků. Nachází se zde 9 metrů vysoké umělé kopce.

## Komerční aspekty
Vstup do botanické zahrady je zpoplatněn u vchodu. Jsou zde prodávány místní produkty.

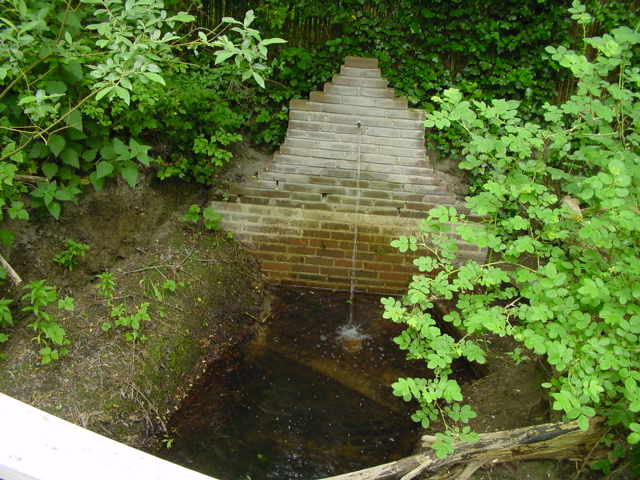